# فنسنت فيولا
فنسنت فيولا (بالإنجليزية: Vincent Viola)‏ هو شخصية أعمال أمريكي، ولد في 12 فبراير 1956 في بروكلين في الولايات المتحدة.